# Georg Poxleitner

Georg Poxleitner

Georg Poxleitner (* 31. Juli 1898 in Freyung; † 20. Mai 1964 in Reifnitz) war ein deutscher Politiker der NSDAP.

## Leben und Wirken
Poxleitner war eines von acht Kindern des Oberpostschaffners Mathias Poxleitner und seiner Ehefrau Therese. Nach dem Besuch der Volkshauptschule in Freyung und des Gymnasiums in Passau (1910–1919) nahm Georg Poxleitner am Ersten Weltkrieg teil, in dem er schwer verwundet wurde und unter anderem mit dem Eisernen Kreuz II. Klasse und dem Frontkreuz ausgezeichnet wurde.
Nach dem Krieg gehörte Poxleitner einige Monate lang dem Freikorps Epp an, bevor er an das Lehrerseminar zu Straubing ging, um seine Ausbildung abzuschließen. 1921 begann er sich in der NSDAP zu engagieren. Nach einem kurzzeitigen Verbot der NSDAP trat er zum 25. August 1926 erneut in die Partei ein (Mitgliedsnummer 43.209). Von 1926 bis 1937 war Poxleitner Kreisleiter für den Unteren Bayerischen Wald, von Oktober 1928 bis zum 1. Juni 1933 war er Bezirks- bzw. Kreisleiter des Kreises Unterwald. Im Anschluss an das Lehrerstaatsexamen übernahm er am 1. Januar 1925 eine Stelle als Hilfslehrer in Neureichenau. 1926 ging er als Lehrer nach Klafferstraß, um anschließend von 1931 bis 1933 in Perlesreut zu unterrichten.
1932 wurde Poxleitner wegen eines SA-Appells zu einer dreimonatigen Haftstrafe verurteilt.

### Zeit des Nationalsozialismus
Nach der nationalsozialistischen „Machtergreifung“ wurde Poxleitner am 1. Juni 1933 nach Passau berufen und noch im selben Jahr zum Hauptlehrer befördert.
Vom 15. April bis zum 1. Juni 1933 amtierte Poxleitner als Bürgermeister der Marktgemeinde Perlesreut und als Mitglied des Bezirksrats von Wolfstein. Seit dem Mai 1933 gehörte er außerdem dem Kreisrat von Niederbayern und der Oberpfalz an. Anschließend saß er von November 1933 bis zum 1. Juli 1935 im Bezirkstag von Vilshofen, wo er auch kommissarisch das Bürgermeisteramt wahrnahm.
Am 9. Oktober 1938 trat er unter der Mitgliedsnummer 310.399 in die SS ein, wurde 1939 zum SS-Ehrenführer ernannt und am 9. November 1940 zum SS-Obersturmbannführer befördert. Von November 1933 bis zum Mai 1938 und erneut von September 1938 bis zum Ende der NS-Herrschaft im Mai 1945 saß Poxleitner im Reichstag. Sein zweiter Einzug in den Reichstag erfolgte im Nachrückverfahren für den verstorbenen Abgeordneten Walter Burghardt. 1935 wurde er NGB-Gaubeauftragter und Gauschulungsbeauftragter im Gau Bayerische Ostmark. Am 15. Januar 1936 wurde er Kreisleiter des Kreises Stolp und Bezirksobmann der Nationalsozialistische Kriegsopferversorgung NSKOV. Von Februar bis November 1941 war Poxleitner in Berlin Leiter der Abteilung Truppenbetreuung im Schulungsamt des SS-Hauptamtes und zog nach seiner Entlassung nach Prag um.
Poxleitner war Träger des Goldenen Parteiabzeichens der NSDAP und des Gau-Ehrenzeichens Gau Bayerische Ostmark.

### Nachkriegszeit
Nach Kriegsende wurde Poxleitner verhaftet und am 8. Juni 1945 unter der Nummer. 6.382.589 im Internierungslager Moosburg bei Landshut inhaftiert. Am 4. August 1949 fand in Düsseldorf die erste öffentliche Sitzung in seinem Entnazifizierungsverfahren statt, wobei er in die Kategorie III der Minderbelasteten eingestuft wurde. Das Urteil wurde 1950 wegen Nichtzuständigkeit des Gerichts wieder aufgehoben und das Verfahren an den Generalankläger beim Kassationshof im Bayerischen Staatsministerium weitergeleitet. Am 5. März 1951 wurde das Verfahren eingestellt, „da der Betroffene nicht in die Gruppe der Belasteten oder Hauptschuldigen einzureihen war“.
Sein letzter Wohnsitz war in Reifnitz am Wörthersee. Poxleitner wurde in seiner Familiengrabstätte im Passauer Innstadtfriedhof beigesetzt, die 2020 aufgelöst wurde.